# Paul Wolf (Architekt)
Paul Wolf (* 21. November 1879 in Schrozberg; † 30. April 1957 in Leonberg) war ein deutscher Architekt und Stadtplaner. Er war zunächst ab 1914 für längere Zeit in Hannover angestellt. Als seine Hauptschaffensphase gelten allerdings die Jahre 1922–1945, in denen er das Amt des Stadtbaurates von Dresden innehatte.

## Leben
Paul Wolf studierte Architektur an der Technischen Hochschule Stuttgart bei Theodor Fischer und Paul Bonatz. Während seines Studiums wurde er 1897 Mitglied der Burschenschaft Ulmia Stuttgart. In den Jahren 1906 und 1907 war er als Stadtplaner in Kattowitz angestellt, danach ging er bis 1910 der gleichen Tätigkeit in Wilhelmshaven nach. Anschließend wurde er Vorstand des Stadterweiterungsamtes Berlin-Schöneberg im Dienstrang eines Stadtbauinspektors.
Im Jahr 1914 wurde Paul Wolf als Nachfolger von Carl Wolff zum Stadtbaurat für Hochbau und Senator in Hannover gewählt. Für die Stadt erstellte er einen Generalbebauungsplan mit integrierter Grünflächenplanung, was für damalige Maßstäbe sehr fortschrittlich war. Außerdem plante er mustergültige Wohnsiedlungen, die zu den ersten ihrer Art in Hannover gehörten. Realisiert wurde zum Beispiel die Kleinhaussiedlung „Rote Häuser“ in Hannover-Vinnhorst.
Ab 1922 bis ins Jahr 1945 war Paul Wolf Stadtbaurat für Hochbauwesen und Stadterneuerung in Dresden. Damit wurde er Nachfolger von Hans Poelzig (1916–1920). Wolf war sowohl in der Weimarer Republik als auch im nationalsozialistischen Deutschland de facto als Dezernent mit der Stadtplanung in Dresden beauftragt. In dieser Zeit schuf er neben mehreren teils stadtbildprägenden Bauwerken auch städtebauliche Generalpläne und schrieb mehrere Bücher zu den Themen Städtebau und Stadtentwicklung. 1928 erhielt er den Ehrendoktortitel der Technischen Hochschule Dresden, nachdem er dort zwei Jahre zuvor bereits Ehrensenator geworden war.
Nach dem Zweiten Weltkrieg war er bis 1952 als Referent für Stadtplanung am DDR-Ministerium für Aufbau in Ost-Berlin beschäftigt. Fünf Jahre später starb er in seiner württembergischen Heimat.
Paul Wolf war kein Theoretiker oder gestalterischer Pionier, sondern verbreitete die Moderne der 1920er und 1930er Jahre in gemäßigter Form und schuf dabei zahlreiche durchaus bedeutsame Bauten.

## Stilistischer Werdegang
Der Architekt Paul Wolf, dessen Wirkungszeit vom Deutschen Kaiserreich bis in die frühe DDR-Zeit reicht, war in mehreren völlig gegensätzlichen Epochen tätig. Sein Studium und seine ersten Anstellungen fielen in die Spätphase des Historismus. Besonderes Interesse zeigte er für regionale Bauweisen. Schon frühzeitig wandte er sich jedoch der Moderne zu.
Leitbild seiner Planungen waren zunächst die Ideen Raymond Unwins, der um 1903 die weltweit erste Gartenstadt Letchworth realisiert hatte. Zunehmend von seinen Kollegen kritisiert wurde Wolf allerdings dafür, dass er in seinem Haupttätigkeitsfeld, dem Wohnungsbau, lange an Steildächern und der Backsteinarchitektur festhielt und nicht zu einer überregionalen und vollends modernen Formensprache fand.
Um 1930 wandte sich Paul Wolf der Zeilenbebauung in Städten zu. Im Laufe der Zeit flossen immer mehr Merkmale des Neuen Bauens in seine Entwürfe ein. Sein Handeln wurde zunehmend durch eine funktions- und nutzerorientierte Denkweise geprägt. Fortan war er maßgeblich an kommunalen Großprojekten beteiligt, so am Bau von Schwimmbädern, Schulen, Krankenhäusern oder Kraftwerken.
Wolf bezeichnete sich selbst als unpolitisch und verblieb in der Zeit des Nationalsozialismus im Amt, freilich nicht, ohne sich dessen Vorgaben für ein neues Architekturbild entziehen zu können. Wolf wurde im Sommer 1933 Mitglied der NSDAP. Auch arbeitete er zwischen 1935 und 1939 an den Plänen für das Dresdner Gauforum auf den Güntzwiesen mit und steuerte eigene Entwürfe bei. Paul Wolf entwickelte in diesem Zusammenhang auch einen Umgestaltungsplan für das Dresdner Stadtzentrum, der jedoch kriegsbedingt ebenfalls nicht zur Ausführung kam.
In der frühen Nachkriegszeit erarbeitete er einen radikalen Neuentwurf für die nach den Luftangriffen weitgehend zerstörte Dresdner Innenstadt. Danach wäre sie von mit langen Wohnblöcken abgeriegelten Straßen durchzogen worden, die der Berliner Straße in Frankfurt am Main oder der Chemnitzer Straße der Nationen geähnelt hätten. Auch dieser Plan wurde zumindest nicht in dem ursprünglich vorgesehenen Maße realisiert.

## Werk (Auswahl)

### Vor 1923

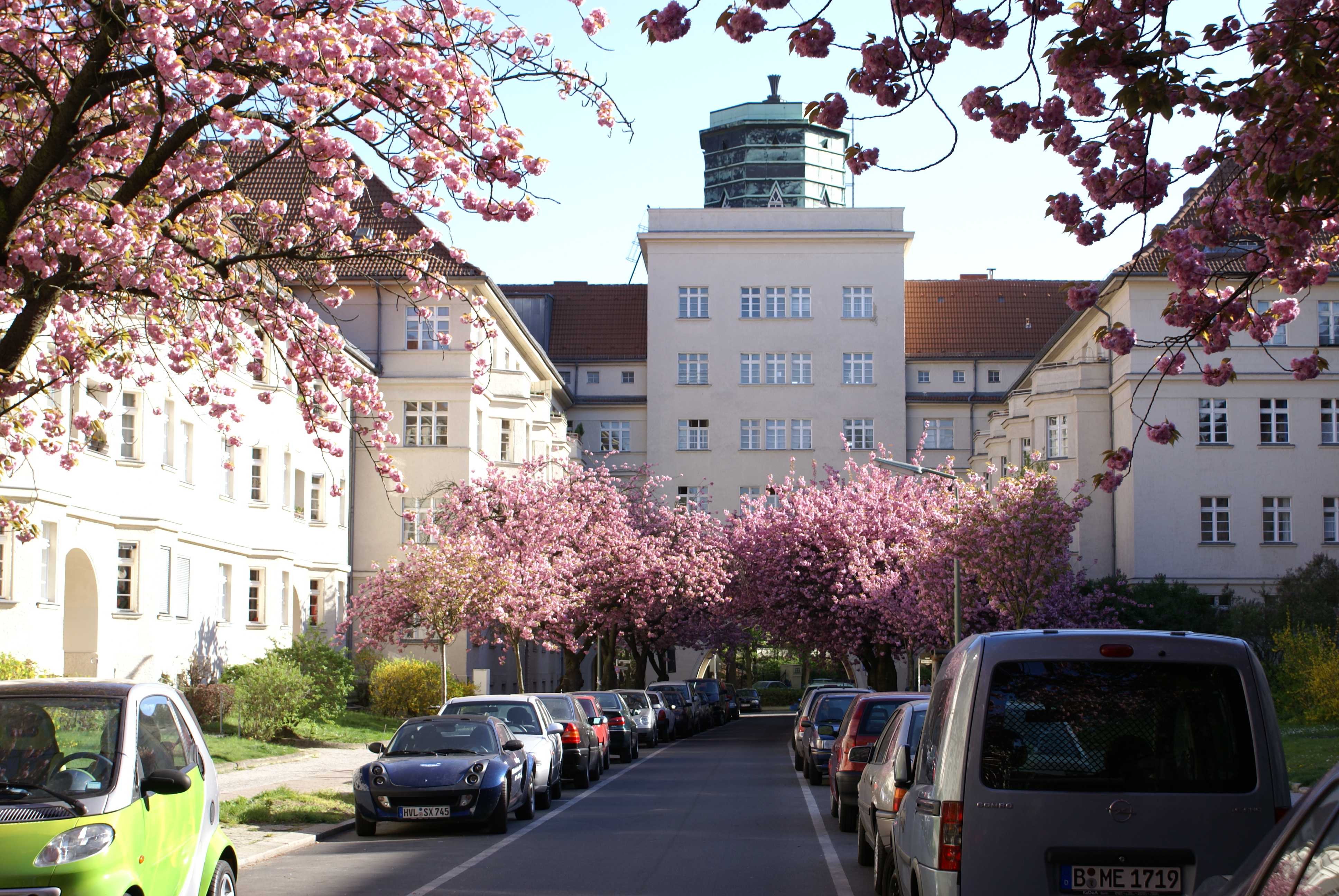
Die von Wolf konzipierte Siedlung der Ceciliengärten in Berlin-Schöneberg, 1920er Jahre

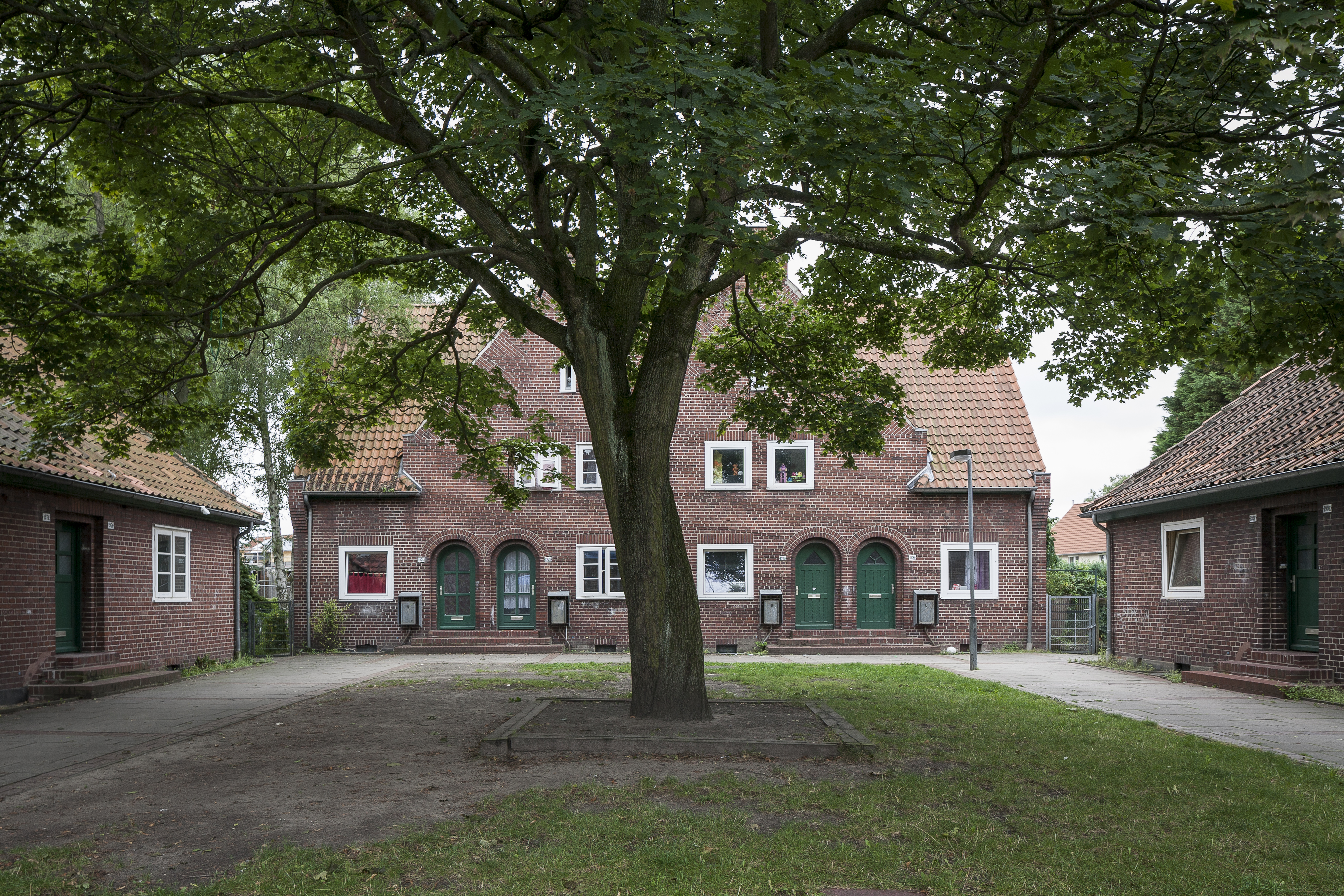
Die „Roten Häuser“ in Hannover-Hainholz

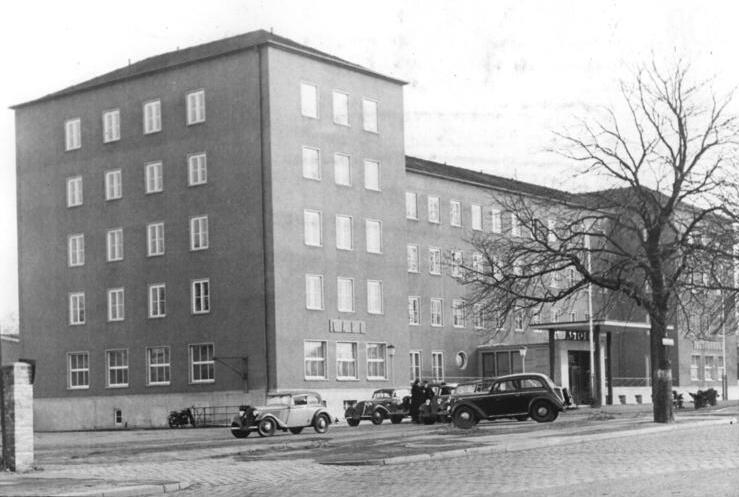
Ehemalige Jugendherberge Dresden, das spätere Hotel Astoria, 1951

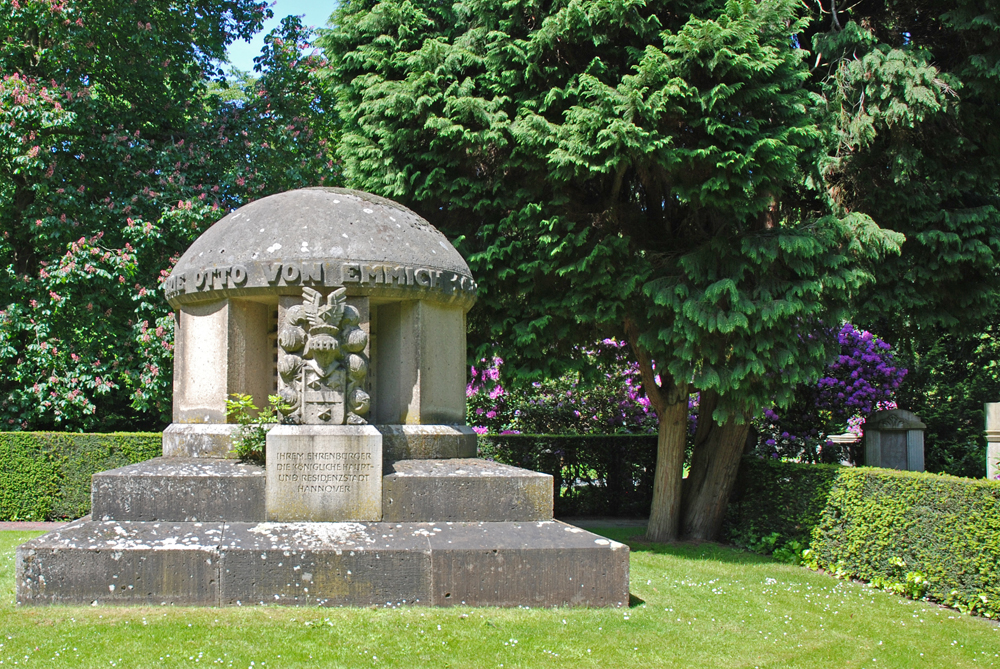
Das von Paul Wolf gestaltete Ehrengrab für General Otto von Emmich auf dem Friedhof Hannover-Engesohde

- Ceciliengärten, Berlin-Schöneberg (1920er Jahre)
- Ehrengrabmal für General Otto von Emmich (1848–1915) auf dem Stadtfriedhof Engesohde (Hannover)
- Behelfswohnungen in der Herrenhäuser Straße, Hannover (1918–1922)
- Städtische Siedlung Laatzen (1919–1921)
- Wohnblock Grabbestraße, Hannover-Vahrenwald (1920–1921)
- Städtische Kleinhaussiedlung „Rote Häuser“, Hannover (1921–1923), mit Erinnerungstafel am Haus Nr. 197
- Regimentsdenkmal 1914–1918 des 5. Garde-Regiments zu Fuß, Berlin-Spandau am Askanierring; in Zusammenarbeit mit dem Bildhauer Ludwig Vierthaler (eingeweiht am 6. Mai 1923)

### Dresdner Jahre
- Ilgen-Kampfbahn und Georg-Arnhold-Bad, Pirnaische Vorstadt (1923)
- Restaurierung der Frauenkirche (1924–1927)
- Umbau des Gewandhauses zur Dresdner Stadtbank, Innere Altstadt (1924–1927)
- Städtisches Planetarium (Stahlbeton, 1926), auf dem Ausstellungsgelände von Dresden
- Straßenbahnhof Waltherstraße (1926)
- Mehrfamilienhaus Ebertplatz 10 (1926)
- Planungen zur Umgestaltung von Stockholm-Norrmalm
- Westkraftwerk Dresden (Heizkraftwerk Mitte), Wilsdruffer Vorstadt (erbaut 1926–1928, Teilabriss 2006)
- Güntzheim (Krankenhaus Dresden-Neustadt, 1926–1928)
- Luftbad Zschoner Grund (1927)
- Packhof Dresden (1927/1928)
- Bürgerheim Pfotenhauerstraße, Dresden-Johannstadt (ab 1928)
- Urnenhain Tolkewitz
- Knabenberufsschule Dresden (1929–1934)
- Sachsenbad (Volksbad Pieschen, 1929)
- Julius-Ambrosius-Hülße-Gymnasium in Reick (1929)
- Gesamtbebauungsplan der Internationalen Hygiene-Ausstellung Dresden 1930 (1929/1930)
- Flügelwegbrücke, Kaditz/Cotta (1930)
- Kinderklinik im Stadtkrankenhaus Dresden-Johannstadt (erbaut 1930, abgerissen 2000)
- Jugendherberge Dresden (erbaut 1931, ab 1947 Hotel Astoria, abgerissen nach 1990)
- Generalbebauungsplan für Groß-Breslau
- Neugestaltung des Neustädter Elbufers und des Königsufers, Innere Neustadt (1933)
- Planungen für das Gauforum Dresden, Pirnaische Vorstadt (1935–1939)
- Siemenshaus, Seevorstadt
- Planungen für die Neugestaltung der Dresdner Innenstadt (1938)

### Schriften
- Städtebau. Das Formproblem der Stadt in Vergangenheit und Zukunft. Klinkhardt & Biermann, Leipzig 1919.
- als Bearbeiter: Hannover (= Deutschlands Städtebau.) Deutscher Architektur- und Industrie-Verlag (DARI), Berlin-Halensee 1922.
- Wohnung und Siedlung. Ernst Wasmuth, Berlin 1926.
- Dresdner Arbeiten (= Neue Stadtbaukunst). Friedrich Ernst Hübsch Verlag, Berlin 1927.
- Neue Bauten von Paul Wolf – Dresden. In: Wasmuths Monatshefte für Baukunst und Städtebau. Nr. 1, 1930, S. 1–12 (zlb.de).
- Die Internationale Hygiene-Ausstellung in Dresden 1930. In: Deutsche Bauzeitung. Nr. 57, 58, 16. Juli 1930, S. 433–444 (Digitalisat [PDF] mit Lageplan und zahlreichen Fotos).